# Copa América 2001
La Copa América 2001 fue la XL edición de la Copa América de fútbol (fue la primera Copa América del siglo XXI). Esta versión del torneo se realizó en Colombia, entre el 11 y 29 de julio de 2001, y supuso la primera vez de dicho país como anfitrión oficial (anteriormente en Colombia se habían jugado algunos partidos de las ediciones 1975, 1979 y 1983; debido a que en esos años la Copa América se disputaba sin sede fija —se jugó en todos los países afiliados a la Conmebol—), esta selección se coronó campeona por primera vez del certamen. El torneo fue organizado por la Confederación Sudamericana de Fútbol.
Esta fue la última edición del torneo que se llevó a cabo alternadamente cada dos años, ya que a partir del año 2004, el evento se realizaría por única vez cada tres años. El campeón, Colombia clasificó a la Copa Confederaciones 2003 por primera vez en representación del continente.

## Organización

### Elección
La decisión de otorgarle la sede a Colombia para ser sede de la copa del 2001 fue tomada por consenso de los presidentes de las asociaciones miembros de la Conmebol, y por su presidente de entonces, Nicolás Leoz en 1987, en el cual se había definido la rotación de países sede de la Copa América desde 1989 hasta 2004.
Previamente, Colombia organizó el Campeonato Sudamericano Sub-20 de 1964, las ediciones 1987 y 1992 además del Campeonato Sudamericano Sub-17 de 1993.
Como antecedente importante en 1974, la FIFA adjudicó a Colombia la responsabilidad de organizar la Copa Mundial de Fútbol de 1986, pero el presidente Belisario Betancur anunció en noviembre de 1982 la declinación de la sede ante la imposibilidad de cumplir con los requerimientos que FIFA exige para celebrar el evento.

### Inconvenientes para la realización

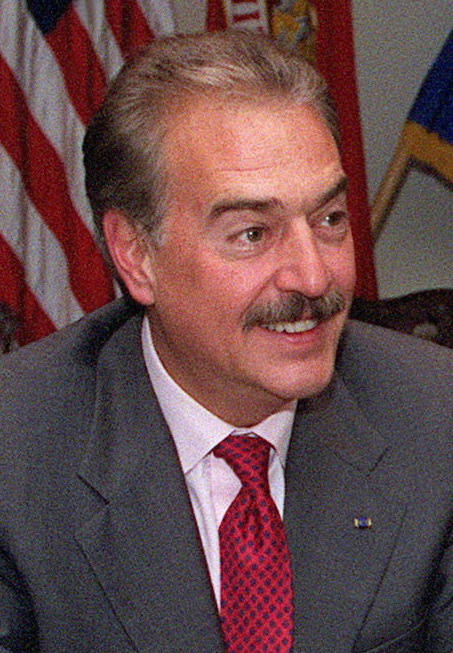
Andrés Pastrana, presidente de Colombia 1998-2002.

Aunque Colombia era la sede designada para la realización del torneo, diversos inconvenientes de seguridad dentro del país pusieron en vilo la realización del certamen y provocaron que dos selecciones nacionales fueran sustituidas.
Bajo el contexto del conflicto armado en Colombia y el proceso de paz que se llevaba a cabo por parte del gobierno de Andrés Pastrana, el grupo guerrillero FARC perpetró sendos ataques terroristas durante todo el primer semestre de 2001, antes de la realización del sorteo. Sin embargo, el 5 de junio de 2001, fue ratificada la sede para Colombia.
A pesar de la decisión inicialmente tomada, el detonante para que la Conmebol decidiera reunirse de forma extraordinaria el 28 de junio de 2001 en Buenos Aires para decidir si el torneo se realizaba o se cambiaba la sede, fue el secuestro del dirigente deportivo colombiano Hernán Mejía Campuzano, quien fue liberado poco antes de la reunión.

«Quitarle a Colombia la Copa es el peor de los atentados».
Andrés Pastrana, Presidente de Colombia en un discurso televisado al país.

Tras las deliberaciones, la decisión del máximo ente del fútbol sudamericano fue suspender a Colombia como país organizador del evento.
El presidente Pastrana se encargó de encabezar personalmente la gestión para que la Conmebol considerara su decisión. Mientras tanto, el presidente de la Confederación Brasileña de Fútbol, Ricardo Teixeira, presentaba oficialmente la candidatura de Brasil para organizar la Copa América 2001 en el menor tiempo posible, en caso de que a Colombia le fuera retirada la organización del torneo. Luego, la Conmebol decidió ratificar a Colombia como país organizador pero con la posibilidad de aplazarla para 2002.
Quien expresó su inconformidad con el eventual aplazamiento de la Copa para enero o agosto de 2002 fue la empresa dueña de los derechos de televisión, Traffic. Aparte de la eventual demanda por daños y perjuicios a la Conmebol, argumentaron que si se realizaba en enero se cruzaba con la Copa Oro de la Concacaf, en la cual participarían Costa Rica y Canadá, y de ser en julio o agosto perdería interés por la cercanía con la finalización de la Copa Mundial de Fútbol a realizarse en Corea del Sur y Japón. Finalmente, Conmebol confirmó la realización de la Copa América 2001 en la sede y fechas previstas inicialmente.

### Árbitros
- René Ortubé.
- Gilberto Alcalá.
- Ubaldo Aquino.
- Gilberto Hidalgo.
- Jorge Larrionda.
- Ángel Sánchez.
- Óscar Ruiz.
- John Toro Rendón.
- Roger Zambrano.
- Mauricio Navarro.
- Mario Sánchez.
- Carlos Simon.
- Luis Solórzano.

## Sedes
Durante el sorteo de los grupos fueron presentadas las siete ciudades y los estadios que recibieron la Copa América 2001, estas fueron Barranquilla, Cali, Medellín (partidos de los grupos A, B, y C, respectivamente), Pereira, Armenia, Manizales (cuartos de final y semifinal) y Bogotá (partido por el tercer lugar y final).
| Armenia                            | Barranquilla                                                | Bogotá                          |
| ---------------------------------- | ----------------------------------------------------------- | ------------------------------- |
| Estadio Centenario                 | Estadio Metropolitano                                       | Estadio Nemesio Camacho         |
| Capacidad: 35 000                  | Capacidad: 60 000                                           | Capacidad: 50 500               |
|                                    |                                                             |                                 |
| Cali                               | Pereira Barranquilla Bogotá Cali Manizales Medellín Armenia | Manizales                       |
| Estadio Pascual Guerrero           | Pereira Barranquilla Bogotá Cali Manizales Medellín Armenia | Estadio Palogrande              |
| Capacidad: 42 200                  | Pereira Barranquilla Bogotá Cali Manizales Medellín Armenia | Capacidad: 45 000               |
|                                    | Pereira Barranquilla Bogotá Cali Manizales Medellín Armenia |                                 |
| Medellín                           | Pereira Barranquilla Bogotá Cali Manizales Medellín Armenia | Pereira                         |
| Estadio Atanasio Girardot          | Pereira Barranquilla Bogotá Cali Manizales Medellín Armenia | Estadio Hernán Ramírez Villegas |
| Capacidad: 53 700                  | Pereira Barranquilla Bogotá Cali Manizales Medellín Armenia | Capacidad: 30 000               |
| Estadio Atanasio Girardot-Medellín | Pereira Barranquilla Bogotá Cali Manizales Medellín Armenia |                                 |

### Reglas

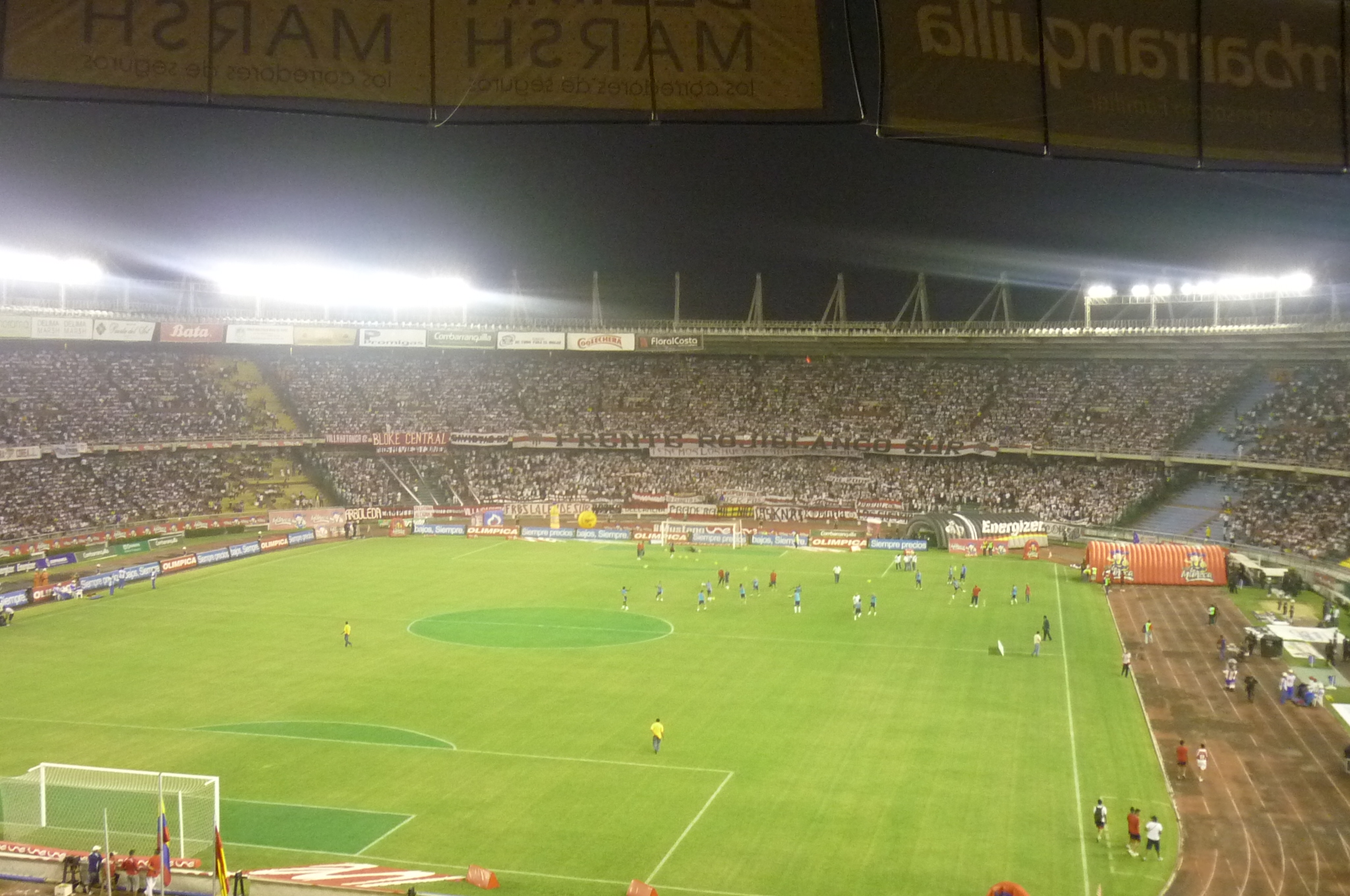
El estadio Metropolitano Roberto Meléndez fue la sede del partido inaugural de la Copa y de los encuentros del Grupo A.

Los 12 equipos participantes se dividen en tres grupos de cuatro equipos cada uno. Dentro de cada grupo, cada equipo juega tres partidos, uno contra cada uno de los demás miembros del grupo. Según el resultado de cada partido se otorgan tres puntos al ganador, uno a cada equipo en caso de empate y ninguno al perdedor.
Pasan a la siguiente ronda los dos equipos de cada grupo mejor clasificados y los dos mejores terceros. El orden de clasificación se determina teniendo en cuenta los siguientes criterios, en orden de preferencia:
1. El mayor número de puntos obtenidos teniendo en cuenta todos los partidos del grupo.
2. La mayor diferencia de goles sumados teniendo en cuenta todos los partidos del grupo.
3. El mayor número de goles a favor anotados teniendo en cuenta todos los partidos del grupo.
4. Si el empate fuera entre dos equipos que no jugaron entre sí el último partido de su grupo, se declarará vencedor a quien lo haya hecho en el partido jugado entre ellos.
5. Si el empate se produjera entre dos equipos que jugaron entre sí el último partido de su grupo, se procederá a definir la posición mediante la ejecución de tiros desde el punto penal, conforme a las disposiciones de la FIFA.
6. Sorteo del comité organizador de la Copa América.

La segunda ronda incluye todas las fases desde los cuartos de final hasta la Final. El ganador de cada partido pasa a la siguiente fase, y el perdedor queda eliminado. En el partido final el campeón obtiene la Copa América, clasificando a la Copa FIFA Confederaciones 2003.
Si luego de los 90 minutos de juego el partido se encuentra empatado, se juega una prórroga de dos etapas de 15 minutos cada una. Si el resultado sigue empatado tras este tiempo extra, el partido se define por tiros desde el punto penal en una tanda de cinco lanzamientos para cada equipo. El equipo que menos falle será el ganador. Si después de esta definición persiste el empate, se recurre a la ejecución de un nuevo lanzamiento por cada equipo, repitiéndose hasta que un equipo aventaje al otro habiendo ejecutado ambos el mismo número de tiros.

### Mascota
La mascota del certamen fue Amériko, un extraterrestre futbolista cuyo diseño estaba inspirado en el manga japonés estilo Dragon Ball, Dragon Ball Z, Dragon Ball GT, Pokémon, Digimon, Monster Rancher, Doraemon El Gato Cósmico, Ranma ½, Yu-Gi-Oh!, entre otros. Fue diseñada en Miami por la Organización Comercial Copa LLC. Ameriko aterrizó en Colombia a ver la copa.

### Patrocinadores
- Banamex

- Coca-Cola

- MasterCard-Maestro

- Corona

- Telefónica

## Equipos participantes
Durante el sorteo de la competencia, realizado el 10 de enero de 2001 en el auditorio de Corferias, en Bogotá, estaban listas para participar las diez selecciones afiliadas a la Conmebol y dos invitados, que eran México y Canadá.
Sin embargo, Canadá desistió de participar en la Copa América debido a que no pudo reunir a tiempo a sus principales futbolistas ya que la Copa de Oro que se iba a realizar ese año fue aplazada para el año siguiente y los seleccionados canadienses que habían sido convocados fueron desconvocados pocos días antes de la realización de la Copa América, y rápidamente el comité organizador logró concretar a Costa Rica para reemplazarlo a pesar de la negativa de los clubes de la Primera División que fueron indemnizados por la Federación Costarricense de Fútbol.
Poco antes de iniciar la competencia, los integrantes de la selección de Argentina alegaron amenazas de muerte para poner en vilo su participación hasta horas antes de la ceremonia inaugural. Por eso, debido a la inseguridad que estaba sufriendo el país, decidieron renunciar a su participación.

«La falta de seguridad existente en Colombia fue el criterio que se impuso para ratificar la posición inicial».
Oscar Giménez, presidente de Argentinos Juniors explicando la postura de Julio Grondona y la AFA para confirmar la renuncia de Argentina a la Copa América 2001.

Ante la renuncia del equipo albiceleste, el seleccionado de Honduras fue invitado de urgencia la noche previa a la inauguración del torneo, 48 horas antes de su primer partido. Ante la rapidez de los hechos, el técnico Ramón Maradiaga convocó al grupo de jugadores que llegó a Colombia en un avión dispuesto por las Fuerzas Militares.
- En cursiva las selecciones que participan por primera vez.

| Equipos participantes | Equipos participantes | Equipos participantes | Equipos participantes |
| --------------------- | --------------------- | --------------------- | --------------------- |
| Bolivia               | Brasil                | Chile                 | Colombia              |
| Costa Rica            | Ecuador               | Honduras              | México                |
| Paraguay              | Perú                  | Uruguay               | Venezuela             |

| Equipos retirados | Equipos retirados |
| ----------------- | ----------------- |
| Argentina         | Canadá            |

### Seleccionadores nacionales
Entre paréntesis la selección que entrena el seleccionador.
| Equipos participantes            | Equipos participantes        | Equipos participantes       | Equipos participantes         |
| -------------------------------- | ---------------------------- | --------------------------- | ----------------------------- |
| Carlos Aragonés (Bolivia)        | Luiz Felipe Scolari (Brasil) | Pedro García Barros (Chile) | Francisco Maturana (Colombia) |
| Alexandre Guimarães (Costa Rica) | Hernán Darío Gómez (Ecuador) | Ramón Maradiaga (Honduras)  | Javier Aguirre (México)       |
| Sergio Markarián (Paraguay)      | Julio César Uribe (Perú)     | Víctor Púa (Uruguay)        | Richard Páez (Venezuela)      |

## Primera fase
- Los horarios corresponden a la hora de Colombia (UTC-5).
- Leyenda: Pts: Puntos; PJ: Partidos jugados; PG: Partidos ganados; PE: Partidos empatados; PP: Partidos perdidos; GF: Goles a favor; GC: Goles en contra; Dif: Diferencia de goles.

### Grupo A
| Selección | Pts. | PJ | PG | PE | PP | GF | GC | Dif. |
| --------- | ---- | -- | -- | -- | -- | -- | -- | ---- |
| Colombia  | 9    | 3  | 3  | 0  | 0  | 5  | 0  | +5   |
| Chile     | 6    | 3  | 2  | 0  | 1  | 5  | 3  | +2   |
| Ecuador   | 3    | 3  | 1  | 0  | 2  | 5  | 5  | 0    |
| Venezuela | 0    | 3  | 0  | 0  | 3  | 0  | 7  | –7   |

| 11 de julio de 2001, 18:00 | Ecuador   | 1:4 (0:1) | Chile                                          | Estadio Metropolitano, Barranquilla                               |                                                                   |
|                            | Chalá 53' | Reporte   | 29' Navia · 73', 90' Montecinos · 85' Corrales | Asistencia: 40 000 espectadores Árbitro(s): René Ortubé (Bolivia) | Asistencia: 40 000 espectadores Árbitro(s): René Ortubé (Bolivia) |

| 11 de julio de 2001, 20:45 | Colombia                              | 2:0 (1:0) | Venezuela | Estadio Metropolitano, Barranquilla                                 |                                                                     |
|                            | Grisales 15' · Aristizábal 59' (pen.) | Reporte   |           | Asistencia: 60 000 espectadores Árbitro(s): Gilberto Hidalgo (Perú) | Asistencia: 60 000 espectadores Árbitro(s): Gilberto Hidalgo (Perú) |

| 14 de julio de 2001, 16:15 | Chile          | 1:0 (0:0) | Venezuela | Estadio Metropolitano, Barranquilla                                  |                                                                      |
|                            | Montecinos 78' | Reporte   |           | Asistencia: 33 000 espectadores Árbitro(s): Gilberto Alcalá (México) | Asistencia: 33 000 espectadores Árbitro(s): Gilberto Alcalá (México) |

| 14 de julio de 2001, 18:30 | Colombia        | 1:0 (1:0) | Ecuador | Estadio Metropolitano, Barranquilla                                  |                                                                      |
|                            | Aristizábal 29' | Reporte   |         | Asistencia: 46 113 espectadores Árbitro(s): Ubaldo Aquino (Paraguay) | Asistencia: 46 113 espectadores Árbitro(s): Ubaldo Aquino (Paraguay) |

| 17 de julio de 2001, 18:30 | Ecuador                                       | 4:0 (2:0) | Venezuela | Estadio Metropolitano, Barranquilla                                 |                                                                     |
|                            | Delgado 19', 63' · Fernández 29' · Méndez 60' | Reporte   |           | Asistencia: 30 000 espectadores Árbitro(s): Gilberto Hidalgo (Perú) | Asistencia: 30 000 espectadores Árbitro(s): Gilberto Hidalgo (Perú) |

| 17 de julio de 2001, 20:45 | Colombia                               | 2:0 (1:0) | Chile | Estadio Metropolitano, Barranquilla                                   |                                                                       |
|                            | Aristizábal 10' (pen.) · Arriaga 90+2' | Reporte   |       | Asistencia: 48 000 espectadores Árbitro(s): Jorge Larrionda (Uruguay) | Asistencia: 48 000 espectadores Árbitro(s): Jorge Larrionda (Uruguay) |

### Grupo B
| Selección | Pts. | PJ | PG | PE | PP | GF | GC | Dif. |
| --------- | ---- | -- | -- | -- | -- | -- | -- | ---- |
| Brasil    | 6    | 3  | 2  | 0  | 1  | 5  | 2  | +3   |
| México    | 4    | 3  | 1  | 1  | 1  | 1  | 1  | 0    |
| Perú      | 4    | 3  | 1  | 1  | 1  | 4  | 5  | –1   |
| Paraguay  | 2    | 3  | 0  | 2  | 1  | 4  | 6  | –2   |

| 12 de julio de 2001, 17:30 | Perú                                      | 3:3 (1:1) | Paraguay                        | Estadio Olímpico Pascual Guerrero, Cali                               |                                                                       |
|                            | Lobatón 16' · Pajuelo 57' · Del Solar 72' | Reporte   | 23', 64' Ferreira · 90+1' Garay | Asistencia: 28 420 espectadores Árbitro(s): Ángel Sánchez (Argentina) | Asistencia: 28 420 espectadores Árbitro(s): Ángel Sánchez (Argentina) |

| 12 de julio de 2001, 19:45 | Brasil | 0:1 (0:1) | México      | Estadio Olímpico Pascual Guerrero, Cali                           |                                                                   |
|                            |        | Reporte   | 5' Borgetti | Asistencia: 32 863 espectadores Árbitro(s): Óscar Ruiz (Colombia) | Asistencia: 32 863 espectadores Árbitro(s): Óscar Ruiz (Colombia) |

| 15 de julio de 2001, 16:00 | Brasil                      | 2:0 (1:0) | Perú | Estadio Olímpico Pascual Guerrero, Cali                               |                                                                       |
|                            | Guilherme 9' · Denílson 85' | Reporte   |      | Asistencia: 25 000 espectadores Árbitro(s): Jorge Larrionda (Uruguay) | Asistencia: 25 000 espectadores Árbitro(s): Jorge Larrionda (Uruguay) |

| 15 de julio de 2001, 18:15 | Paraguay | 0:0     | México | Estadio Olímpico Pascual Guerrero, Cali                              |                                                                      |
|                            |          | Reporte |        | Asistencia: 26 475 espectadores Árbitro(s): Roger Zambrano (Ecuador) | Asistencia: 26 475 espectadores Árbitro(s): Roger Zambrano (Ecuador) |

| 18 de julio de 2001, 17:30 | Perú       | 1:0 (0:0) | México | Estadio Olímpico Pascual Guerrero, Cali                           |                                                                   |
|                            | Holsen 48' | Reporte   |        | Asistencia: 23 997 espectadores Árbitro(s): René Ortubé (Bolivia) | Asistencia: 23 997 espectadores Árbitro(s): René Ortubé (Bolivia) |

| 18 de julio de 2001, 19:45 | Brasil                                   | 3:1 (0:1) | Paraguay             | Estadio Olímpico Pascual Guerrero, Cali                               |                                                                       |
|                            | Alex 60' · Belletti 84' · Denílson 90+3' | Reporte   | 11' (pen.) Alvarenga | Asistencia: 24 558 espectadores Árbitro(s): Ángel Sánchez (Argentina) | Asistencia: 24 558 espectadores Árbitro(s): Ángel Sánchez (Argentina) |

### Grupo C
| Selección  | Pts. | PJ | PG | PE | PP | GF | GC | Dif. |
| ---------- | ---- | -- | -- | -- | -- | -- | -- | ---- |
| Costa Rica | 7    | 3  | 2  | 1  | 0  | 6  | 1  | +5   |
| Honduras   | 6    | 3  | 2  | 0  | 1  | 3  | 1  | +2   |
| Uruguay    | 4    | 3  | 1  | 1  | 1  | 2  | 2  | 0    |
| Bolivia    | 0    | 3  | 0  | 0  | 3  | 0  | 7  | –7   |

| 13 de julio de 2001, 18:00 | Bolivia | 0:1 (0:0) | Uruguay       | Estadio Atanasio Girardot, Medellín                                   |                                                                       |
|                            |         | Reporte   | 64' Chevantón | Asistencia: 19 625 espectadores Árbitro(s): Mauricio Navarro (Canadá) | Asistencia: 19 625 espectadores Árbitro(s): Mauricio Navarro (Canadá) |

| 13 de julio de 2001, 20:15 | Honduras | 0:1 (0:0) | Costa Rica   | Estadio Atanasio Girardot, Medellín                               |                                                                   |
|                            |          | Reporte   | 63' Wanchope | Asistencia: 20 000 espectadores Árbitro(s): Mario Sánchez (Chile) | Asistencia: 20 000 espectadores Árbitro(s): Mario Sánchez (Chile) |

| 16 de julio de 2001, 18:00 | Uruguay     | 1:1 (0:1) | Costa Rica   | Estadio Atanasio Girardot, Medellín                               |                                                                   |
|                            | Morales 53' | Reporte   | 28' Wanchope | Asistencia: 17 655 espectadores Árbitro(s): Carlos Simon (Brasil) | Asistencia: 17 655 espectadores Árbitro(s): Carlos Simon (Brasil) |

| 16 de julio de 2001, 20:15 | Honduras         | 2:0 (0:0) | Bolivia | Estadio Atanasio Girardot, Medellín                                     |                                                                         |
|                            | Guevara 53', 68' | Reporte   |         | Asistencia: 12 400 espectadores Árbitro(s): John Toro Rendón (Colombia) | Asistencia: 12 400 espectadores Árbitro(s): John Toro Rendón (Colombia) |

| 19 de julio de 2001, 18:00                                           | Bolivia | 0:4 (0:1) | Costa Rica                                  | Estadio Atanasio Girardot, Medellín                                    |                                                                        |
|                                                                      |         | Reporte   | 45', 71' Wanchope · 63' Bryce · 84' Fonseca | Asistencia: 23 862 espectadores Árbitro(s): Luis Solórzano (Venezuela) | Asistencia: 23 862 espectadores Árbitro(s): Luis Solórzano (Venezuela) |
| Primera vez que Costa Rica avanza a cuartos de final de Copa América |         |           |                                             |                                                                        |                                                                        |

| 19 de julio de 2001, 20:15                                               | Honduras    | 1:0 (0:0) | Uruguay | Estadio Atanasio Girardot, Medellín                                  |                                                                      |
|                                                                          | Guevara 86' | Reporte   |         | Asistencia: 26 000 espectadores Árbitro(s): Roger Zambrano (Ecuador) | Asistencia: 26 000 espectadores Árbitro(s): Roger Zambrano (Ecuador) |
| Primera vez que Honduras avanza a unos cuartos de final de Copa América. |             |           |         |                                                                      |                                                                      |

### Mejores terceros puestos
Los dos mejores de los terceros puestos avanzan a la segunda ronda.
| Selección | Grupo | Pts. | PJ | PG | PE | PP | GF | GC | Dif. |
| --------- | ----- | ---- | -- | -- | -- | -- | -- | -- | ---- |
| Uruguay   | C     | 4    | 3  | 1  | 1  | 1  | 2  | 2  | 0    |
| Perú      | B     | 4    | 3  | 1  | 1  | 1  | 4  | 5  | –1   |
| Ecuador   | A     | 3    | 3  | 1  | 0  | 2  | 5  | 5  | 0    |

## Segunda fase

### Cuadro general
|  | Cuartos de final        | Cuartos de final      |                         |       | Semifinales                  | Semifinales                  |  |  | Final | Final |
|  |                         |                       |                         |       |                              |                              |  |  |       |       |
|  | 23 de julio - Armenia   |                       |                         |       |                              |                              |  |  |       |       |
|  |                         |                       |                         |       |                              |                              |  |  |       |       |
|  | Colombia                | 3                     |                         |       |                              |                              |  |  |       |       |
|  | Colombia                | 3                     | 26 de julio - Manizales |       |                              |                              |  |  |       |       |
|  | Perú                    | 0                     |                         |       |                              |                              |  |  |       |       |
|  | Perú                    | 0                     | Colombia                | 2     |                              |                              |  |  |       |       |
|  | 23 de julio - Manizales |                       | Colombia                | 2     |                              |                              |  |  |       |       |
|  |                         | Honduras              | 0                       |       |                              |                              |  |  |       |       |
|  | Brasil                  | Honduras              | 0                       | 0     |                              |                              |  |  |       |       |
|  | Brasil                  |                       | 29 de julio - Bogotá    | 0     |                              |                              |  |  |       |       |
|  | Honduras                | 2                     |                         |       |                              |                              |  |  |       |       |
|  | Honduras                | 2                     | Colombia                | 1     |                              |                              |  |  |       |       |
|  | 22 de julio - Pereira   |                       | Colombia                | 1     |                              |                              |  |  |       |       |
|  |                         | México                | 0                       |       |                              |                              |  |  |       |       |
|  | Chile                   | México                | 0                       | 0     |                              |                              |  |  |       |       |
|  | Chile                   | 25 de julio - Pereira |                         | 0     |                              |                              |  |  |       |       |
|  | México                  | 2                     |                         |       |                              |                              |  |  |       |       |
|  | México                  | 2                     | México                  | 2     |                              |                              |  |  |       |       |
|  | 22 de julio - Armenia   |                       | México                  | 2     |                              |                              |  |  |       |       |
|  |                         | Uruguay               | 1                       |       | Partido por el tercer puesto | Partido por el tercer puesto |  |  |       |       |
|  | Costa Rica              | Uruguay               | 1                       | 1     | Partido por el tercer puesto | Partido por el tercer puesto |  |  |       |       |
|  | Costa Rica              |                       | 29 de julio - Bogotá    | 1     |                              |                              |  |  |       |       |
|  | Uruguay                 | 2                     |                         |       |                              |                              |  |  |       |       |
|  | Uruguay                 | 2                     | Honduras (p.)           | 2 (5) |                              |                              |  |  |       |       |
|  |                         |                       |                         |       |                              |                              |  |  |       |       |
|  | Uruguay                 | 2 (4)                 |                         |       |                              |                              |  |  |       |       |
|  | Uruguay                 | 2 (4)                 |                         |       |                              |                              |  |  |       |       |

### Cuartos de final
| 22 de julio de 2001, 15:00 | Chile | 0:2 (0:1) | México                    | Estadio Hernán Ramírez Villegas, Pereira                          |                                                                   |
|                            |       | Reporte   | 17' Arellano · 78' Osorno | Asistencia: 16 053 espectadores Árbitro(s): Carlos Simon (Brasil) | Asistencia: 16 053 espectadores Árbitro(s): Carlos Simon (Brasil) |

| 22 de julio de 2001, 17:30 | Costa Rica   | 1:2 (0:0) | Uruguay                          | Estadio Centenario, Armenia                                       |                                                                   |
|                            | Wanchope 52' | Reporte   | 60' (pen.) Lemos · 87' (TL) Lima | Asistencia: 18 000 espectadores Árbitro(s): Óscar Ruiz (Colombia) | Asistencia: 18 000 espectadores Árbitro(s): Óscar Ruiz (Colombia) |

| 23 de julio de 2001, 17:30 | Colombia                             | 3:0 (0:0) | Perú | Estadio Centenario, Armenia                                          |                                                                      |
|                            | Aristizábal 50', 69' · Hernández 65' | Reporte   |      | Asistencia: 35 000 espectadores Árbitro(s): Gilberto Alcalá (México) | Asistencia: 35 000 espectadores Árbitro(s): Gilberto Alcalá (México) |

| 23 de julio de 2001, 19:45                                                                | Brasil | 0:2 (0:0) | Honduras                      | Estadio Palogrande, Manizales                                        |                                                                      |
|                                                                                           |        | Reporte   | Belletti 57' · Martínez 90+4' | Asistencia: 24 360 espectadores Árbitro(s): Ubaldo Aquino (Paraguay) | Asistencia: 24 360 espectadores Árbitro(s): Ubaldo Aquino (Paraguay) |
| Primera vez que Honduras logra vencer a Brasil y avanzar a una semifinal de Copa América. |        |           |                               |                                                                      |                                                                      |

### Semifinales
| 25 de julio de 2001, 19:45 | México                                | 2:1 (1:1) | Uruguay     | Estadio Hernán Ramírez Villegas, Pereira                              |                                                                       |
|                            | Borgetti 14' · García Aspe 67' (pen.) | Reporte   | 32' Morales | Asistencia: 31 964 espectadores Árbitro(s): Ángel Sánchez (Argentina) | Asistencia: 31 964 espectadores Árbitro(s): Ángel Sánchez (Argentina) |

| 26 de julio de 2001, 19:45 | Colombia                    | 2:0 (1:0) | Honduras | Estadio Palogrande, Manizales                                     |                                                                   |
|                            | Bedoya 6' · Aristizábal 63' | Reporte   |          | Asistencia: 45 000 espectadores Árbitro(s): Mario Sánchez (Chile) | Asistencia: 45 000 espectadores Árbitro(s): Mario Sánchez (Chile) |

### Tercer lugar
| 29 de julio de 2001, 14:00                                                                                | Honduras                                        | 2:2 (2:2) (5:4 p.)         | Uruguay                                           | Estadio El Campín, Bogotá                                           |                                                                     |
| | Martínez 14' · Izaguirre 41'                    | Reporte                    | 21' Bizera · 44' Martínez                         | Asistencia: 44 500 espectadores Árbitro(s): Gilberto Hidalgo (Perú) | Asistencia: 44 500 espectadores Árbitro(s): Gilberto Hidalgo (Perú) |
| |                                                 | Tiros desde el punto penal |                                                   |                                                                     |                                                                     |
| | Pineda · Martínez · García · Medina · Izaguirre |                            | Sorondo · Gutiérrez · Rodríguez · Lemos · Olivera |                                                                     |                                                                     |
| Primera vez en la historia de la Copa América que el tercer lugar se define mediante la ronda de penales. |                                                 |                            |                                                   |                                                                     |                                                                     |

### Final
| 29 de julio de 2001, 16:30 | Colombia    | 1:0 (0:0) | México | Estadio El Campín, Bogotá                                            |                                                                      |
| | Córdoba 65' |           |        | Asistencia: 50 699 espectadores Árbitro(s): Ubaldo Aquino (Paraguay) | Asistencia: 50 699 espectadores Árbitro(s): Ubaldo Aquino (Paraguay) |
| Primera vez en la historia que un campeón de la Copa América se consagra sin perder ni un solo partido ni encajar goles hasta la actualidad. |             |           |        |                                                                      |                                                                      |

|                              |
| Bandera de Colombia          |
| Campeón Colombia 1.er título |

## Estadísticas

Países participantes según la fase alcanzada en el torneo

| Selección | Selección  | Pts. | PJ | PG | PE | PP | GF | GC | Dif. | Rend   |
| --------- | ---------- | ---- | -- | -- | -- | -- | -- | -- | ---- | ------ |
| 1         | Colombia   | 18   | 6  | 6  | 0  | 0  | 11 | 0  | +11  | 100 %  |
| 2         | México     | 10   | 6  | 3  | 1  | 2  | 5  | 3  | +2   | 55.5 % |
| 3         | Honduras   | 10   | 6  | 3  | 1  | 2  | 7  | 5  | +2   | 55.5 % |
| 4         | Uruguay    | 8    | 6  | 2  | 2  | 2  | 7  | 7  | 0    | 44.4 % |
| 5         | Costa Rica | 7    | 4  | 2  | 1  | 1  | 7  | 3  | +4   | 58.3 % |
| 6         | Brasil     | 6    | 4  | 2  | 0  | 2  | 5  | 4  | +1   | 50.0 % |
| 7         | Chile      | 6    | 4  | 2  | 0  | 2  | 5  | 5  | 0    | 50.0 % |
| 8         | Perú       | 4    | 4  | 1  | 1  | 2  | 4  | 8  | −4   | 33.3 % |
| 9         | Ecuador    | 3    | 3  | 1  | 0  | 2  | 5  | 5  | 0    | 33.3 % |
| 10        | Paraguay   | 2    | 3  | 0  | 2  | 1  | 4  | 6  | −2   | 22.2 % |
| 11        | Bolivia    | 0    | 3  | 0  | 0  | 3  | 0  | 7  | −7   | 0.0 %  |
| 12        | Venezuela  | 0    | 3  | 0  | 0  | 3  | 0  | 7  | −7   | 0.0 %  |

## Premios y reconocimientos

### Goleadores
6 goles
- Víctor Aristizábal

5 goles
- Paulo Wanchope

3 goles
- Cristián Montecinos
- Amado Guevara

2 goles
- Denílson
- Agustín Delgado
- Saúl Martínez
- Jared Borgetti
- Virgilio Ferreira

1 gol
- Alex
- Juliano Belletti
- Guilherme
- Marcelo Corrales
- Reinaldo Navia
- Eudalio Arriaga
- Gerardo Bedoya
- Iván Córdoba
- Freddy Grisales
- Giovanni Hernández
- Steven Bryce
- Rolando Fonseca
- Cléber Chalá
- Ángel Fernández
- Édison Méndez
- Júnior Izaguirre
- Jesús Arellano
- Alberto García Aspe
- Daniel Osorno
- Guido Alvarenga
- Silvio Garay
- José del Solar
- Roberto Holsen
- Abel Lobatón
- Juan Pajuelo
- Joe Bizera
- Javier Chevantón
- Rodrigo Lemos
- Pablo Lima
- Andrés Martínez
- Carlos Morales
- Richard Morales

Autogol
- Juliano Belletti (ante Honduras)

### Mejor jugador del torneo
- Amado Guevara Rinaldi.[24]